# Чемпионат России по лёгкой атлетике 2011
Чемпионат России по лёгкой атлетике 2011 года проводился 21—24 июля в Чебоксарах на Центральном стадионе «Олимпийский». Разыграно 38 комплектов медалей. В соревнованиях участвовали 885 атлетов, представляющих 66 регионов России (489 мужчин и 366 женщин). Соревнования являлись отборочными в сборную России на чемпионат мира по лёгкой атлетике, прошедший 27 августа—4 сентября в южнокорейском городе Тэгу.

## Соревнования
На турнире было показано большое количество высоких результатов в различных видах программы. Так, в беге на 1500 метров у мужчин, все три призёра (Валентин Смирнов, Вячеслав Соколов, Егор Николаев) пробежали быстрее 3.38, установили тем самым личные рекорды и выполнили норматив «Б» на чемпионат мира.
В прыжке в высоту у мужчин 5 спортсменов показали результат 2,30 м и выше, а летним чемпионом России впервые в карьере стал Алексей Дмитрик, преодолевший планку на высоте личного рекорда — 2,36 м. В этом же секторе, но у женщин, был установлен новый рекорд России. Его автором в день своего 29-летия стала Анна Чичерова, взявшая 2,07 м с третьей попытки.
Высокие результаты в метаниях показали толкатель ядра Максим Сидоров — 21,45 м — и 38-летний Сергей Макаров, метнувший копьё на 81,21 м и выигравший своё очередное «золото» чемпионатов России.
Отлично выступили женщины в беговых дисциплинах. На 400 метрах Антонина Кривошапка «выбежала» из 50 секунд, а Екатерина Костецкая установила личный рекорд из 4:02 в финале бега на 1500 метров.
В прыжке в длину неожиданно и с высоким результатом (7,01 м) победила Ольга Зайцева, которая прежде специализировалась в беге на 400 метров.
Итоги соревнований в последующие годы несколько раз корректировались в связи с допинговыми дисквалификациями их призёров, большинство из которых — лидеры сборной России. Практически во всех случаях аннулирование результатов производилось на основании абнормальных показателей крови, зафиксированных в биологических паспортах спортсменов.
На протяжении 2011 года в различных городах были проведены также чемпионаты России в отдельных дисциплинах лёгкой атлетики:
- 22—24 февраля — зимний чемпионат России по длинным метаниям (Адлер)
- 26—27 февраля — зимний чемпионат России по спортивной ходьбе (Сочи)
- 2 апреля — чемпионат России по горному бегу (вверх) (Железноводск)
- 29 апреля — чемпионат России по кроссу (весна) (Жуковский)
- 14 мая — чемпионат России по марафону (Москва)
- 14 мая — чемпионат России по горному бегу (вверх-вниз) (Дебёсы)
- 14—15 мая — чемпионат России по бегу на 100 км и суточному бегу (Москва)
- 9—10 июня — чемпионат России по многоборьям (Чебоксары)
- 11—12 июня — чемпионат России по спортивной ходьбе (Саранск)
- 3 июля — чемпионат России в беге на 10 000 метров (Жуковский)
- 10 сентября — чемпионат России по полумарафону (Чебоксары)
- 16—18 сентября — чемпионат России по эстафетному бегу (Сочи)
- 1—2 октября — чемпионат России по кроссу (осень) (Оренбург)
- 23 октября — чемпионат России по горному бегу (длинная дистанция) (Красная Поляна)

## Медалисты

### Мужчины
| Дисциплина                          | Золото                                                                                       | Золото             | Серебро                                                                                       | Серебро            | Бронза                                                                                           | Бронза             |
| ----------------------------------- | -------------------------------------------------------------------------------------------- | ------------------ | --------------------------------------------------------------------------------------------- | ------------------ | ------------------------------------------------------------------------------------------------ | ------------------ |
| 100 м (ветер: −1,0 м/с)             | Александр Бреднев Самарская область Ульяновская область                                      | 10,42              | Константин Петряшов Вологодская область Санкт-Петербург                                       | 10,53              | Александр Хютте Санкт-Петербург Карелия                                                          | 10,55              |
| 200 м (ветер: −0,5 м/с)             | Александр Хютте Санкт-Петербург Карелия                                                      | 21,14              | Антон Юртаев Нижегородская область                                                            | 21,14              | Роман Смирнов Москва                                                                             | 21,30              |
| 400 м                               | Павел Тренихин Свердловская область Тюменская область                                        | 45,60              | Константин Свечкарь [a] Москва Алтайский край                                                 | 45,89 [a]          | Юрий Трамбовецкий [a] Санкт-Петербург                                                            | 46,24 [a]          |
| 800 м                               | Юрий Борзаковский Московская область Мордовия                                                | 1.45,76            | Иван Нестеров Свердловская область                                                            | 1.47,00            | Артём Мухин Челябинская область                                                                  | 1.47,63            |
| 1500 м                              | Валентин Смирнов Санкт-Петербург                                                             | 3.36,14            | Вячеслав Соколов Москва Челябинская область                                                   | 3.36,79            | Егор Николаев Башкортостан                                                                       | 3.37,84            |
| 5000 м                              | Андрей Сафронов Башкортостан                                                                 | 13.42,06           | Александр Орлов Москва                                                                        | 13.42,29           | Алексей Реунков Москва Челябинская область                                                       | 13.47,57           |
| 3000 м с препятствиями              | Андрей Фарносов [b] Москва Московская область                                                | 8.24,89 [b]        | Николай Чавкин [b] Москва                                                                     | 8.26,78 [b]        | Александр Павельев [b] Москва Воронежская область                                                | 8.32,61 [b]        |
| 110 м с барьерами (ветер: −0,2 м/с) | Алексей Дрёмин Челябинская область                                                           | 13,79              | Игорь Перемота Челябинская область                                                            | 14,16              | Дмитрий Прокофьев Москва                                                                         | 14,26              |
| 400 м с барьерами                   | Александр Деревягин Москва Кемеровская область                                               | 49,48              | Вячеслав Сакаев Новосибирская область                                                         | 49,79              | Алексей Погорелов Новосибирская область                                                          | 50,05              |
| Прыжок в высоту                     | Алексей Дмитрик Санкт-Петербург Ленинградская область                                        | 2,36 м             | Александр Шустов Московская область Нижегородская область                                     | 2,36 м             | Иван Ухов Москва                                                                                 | 2,34 м             |
| Прыжок с шестом                     | Евгений Лукьяненко Краснодарский край                                                        | 5,72 м             | Дмитрий Стародубцев Челябинская область                                                       | 5,72 м             | Виктор Козлитин Волгоградская область Ставропольский край                                        | 5,66 м             |
| Прыжок в длину                      | Сергей Михайловский Татарстан                                                                | 8,05 м (0,0 м/с)   | Павел Караваев Москва Псковская область                                                       | 7,95 м (0,0 м/с)   | Дмитрий Плотников Краснодарский край                                                             | 7,93 м (0,0 м/с)   |
| Тройной прыжок                      | Алексей Фёдоров Московская область Смоленская область                                        | 16,88 м (+0,5 м/с) | Александр Петренко Москва                                                                     | 16,64 м (+2,1 м/с) | Игорь Спасовходский Москва                                                                       | 16,60 м (+2,0 м/с) |
| Толкание ядра                       | Максим Сидоров Московская область                                                            | 21,45 м            | Сослан Цирихов Московская область Северная Осетия                                             | 20,76 м            | Иван Юшков Иркутская область Новосибирская область                                               | 20,37 м            |
| Метание диска                       | Богдан Пищальников Мордовия Тверская область                                                 | 61,33 м            | Глеб Сидорченко Московская область Ставропольский край                                        | 59,27 м            | Михаил Дворников Москва Санкт-Петербург                                                          | 57,53 м            |
| Метание молота                      | Кирилл Иконников Санкт-Петербург Московская область                                          | 79,04 м            | Сергей Литвинов Мордовия                                                                      | 78,87 м            | Дмитрий Великопольский Москва Смоленская область                                                 | 75,61 м            |
| Метание копья                       | Сергей Макаров Москва Московская область                                                     | 81,21 м            | Александр Иванов Москва Санкт-Петербург                                                       | 80,39 м            | Дмитрий Тарабин Москва                                                                           | 80,20 м            |
| Эстафета 4×100 м                    | Санкт-Петербург · Георгий Жуйков · Константин Петряшов · Александр Хютте · Артур Рейсбих     | 39,86              | Омская область · Виталий Тиссен · Валентин Нарежный · Вячеслав Михайлов · Вадим Григорьев     | 40,19              | Пензенская область · Денис Шиян · Сергей Желобаев · Максим Половинкин · Игорь Гостев             | 40,37              |
| Эстафета 4×100 м                    | Санкт-Петербург · Георгий Жуйков · Константин Петряшов · Александр Хютте · Артур Рейсбих     | 39,86              | Омская область · Виталий Тиссен · Валентин Нарежный · Вячеслав Михайлов · Вадим Григорьев     | 40,19              | Карелия · Юрий Чугунов · Сергей Ковалевский · Павел Яковлев · Александр Ферштат                  | 40,37              |
| Эстафета 4×400 м                    | Тюменская область · Максим Файзулин · Александр Сигаловский · Семён Голубев · Павел Тренихин | 3.07,90            | Санкт-Петербург · Максим Александренко · Николай Терентьев · Юрий Трамбовецкий · Иван Шаблюев | 3.08,23            | Новосибирская область · Алексей Погорелов · Вячеслав Сакаев · Никита Андриянов · Алексей Лебедзь | 3.08,67            |

a  21 июня 2017 года Всероссийская федерация лёгкой атлетики объявила о дисквалификации спринтера Дениса Алексеева. В его допинг-пробе, взятой на Олимпийских играх 2008 года, был обнаружен дегидрохлорметилтестостерон. Все результаты спортсмена с 23 августа 2008 года по 27 июня 2013 года были аннулированы, в том числе второе место в беге на 400 метров на чемпионате России 2011 года с результатом 45,83.

b  27 сентября 2016 года Международная ассоциация легкоатлетических федераций опубликовала список спортсменов, дисквалифицированных в связи с допинговыми нарушениями. Среди них оказался российский бегун Ильдар Миншин, отстранённый от соревнований на 2 года на основании отклонений показателей крови в биологическом паспорте. Его результаты с 15 августа 2009 года были аннулированы, в том числе первое место на чемпионате России 2011 года в беге на 3000 метров с препятствиями с результатом 8.17,74.

### Женщины
| Дисциплина                          | Золото                                                                                         | Золото             | Серебро | Серебро           | Бронза                                                                                             | Бронза            |
| ----------------------------------- | ---------------------------------------------------------------------------------------------- | ------------------ | --- | ----------------- | -------------------------------------------------------------------------------------------------- | ----------------- |
| 100 м (ветер: −0,3 м/с)             | Юлия Гущина Московская область Ростовская область                                              | 11,38              | Елизавета Савлинис Москва                                                                                  | 11,47             | Александра Федорива Москва                                                                         | 11,48             |
| 200 м (ветер: −0,9 м/с)             | Елизавета Савлинис Москва                                                                      | 23,02              | Юлия Чермошанская Москва                                                                                   | 23,21             | Юлия Кацура Краснодарский край Московская область                                                  | 23,49             |
| 400 м                               | Антонина Кривошапка [c] Москва Волгоградская область                                           | 49,92 [c]          | Ксения Вдовина [c] Московская область Липецкая область                                                     | 50,67 [c]         | Ксения Задорина [c] Москва                                                                         | 50,92 [c]         |
| 800 м                               | Екатерина Костецкая [d] Москва Санкт-Петербург                                                 | 1.57,19 [d]        | Елена Кофанова [d] Москва Саха-Якутия                                                                      | 1.58,25 [d]       | Татьяна Палиенко [d] Мурманская область                                                            | 1.59,76 [d]       |
| 1500 м                              | Екатерина Костецкая [e] Москва Санкт-Петербург                                                 | 4.01,77 [e]        | Анастасия Восмерикова [e] Москва                                                                           | 4.03,59 [e]       | Татьяна Томашова [e] Московская область                                                            | 4.03,84 [e]       |
| 5000 м                              | Елена Задорожная [f] Московская область Иркутская область                                      | 15.05,24 [f]       | Наталья Попкова [f] Москва                                                                                 | 15.20,29 [f]      | Альфия Хасанова [f] Московская область Башкортостан                                                | 15.26,31 [f]      |
| 3000 м с препятствиями              | Людмила Кузьмина [g] Московская область Чувашия                                                | 9.26,03 [g]        | Гульнара Галкина-Самитова [g] Москва Татарстан                                                             | 9.32,07 [g]       | Ольга Деревьева [g] Краснодарский край                                                             | 9.43,52 [g]       |
| 100 м с барьерами (ветер: −1,1 м/с) | Татьяна Дектярёва Московская область Свердловская область                                      | 13,04              | Анастасия Соловьёва Москва Волгоградская область                                                           | 13,12             | Светлана Топилина Кемеровская область                                                              | 13,14             |
| 400 м с барьерами                   | Наталья Антюх Москва Санкт-Петербург                                                           | 53,75              | Елена Чуракова Москва Пермский край                                                                        | 54,79             | Ирина Давыдова Москва Владимирская область                                                         | 55,48             |
| Прыжок в высоту                     | Анна Чичерова Москва Ростовская область                                                        | 2,07 м             | Светлана Школина Москва Смоленская область                                                                 | 1,97 м            | Ирина Гордеева [h] Санкт-Петербург                                                                 | 1,94 м [h]        |
| Прыжок с шестом                     | Светлана Феофанова Москва                                                                      | 4,55 м             | Анастасия Савченко Москва Санкт-Петербург                                                                  | 4,40 м            | Татьяна Полнова Краснодарский край                                                                 | 4,40 м            |
| Прыжок в длину                      | Ольга Зайцева Санкт-Петербург                                                                  | 7,01 м (+0,3 м/с)  | Ольга Кучеренко Краснодарский край Волгоградская область                                                   | 6,86 м (0,0 м/с)  | Юлия Пидлужная Свердловская область                                                                | 6,83 м (+0,4 м/с) |
| Тройной прыжок                      | Алсу Муртазина Татарстан                                                                       | 14,55 м (+0,5 м/с) | Анна Куропаткина Санкт-Петербург Татарстан                                                                 | 14,24 м (0,0 м/с) | Екатерина Конева Хабаровский край                                                                  | 14,20 м (0,0 м/с) |
| Толкание ядра                       | Евгения Колодко Москва Саха-Якутия                                                             | 19,33 м            | Анна Авдеева Мордовия Самарская область                                                                    | 19,17 м           | Ирина Тарасова Москва Ростовская область                                                           | 18,63 м           |
| Метание диска                       | Светлана Сайкина [i] Москва                                                                    | 59,53 м [i]        | Вера Ганеева [i] Москва                                                                                    | 59,03 м [i]       | Олеся Короткова [i] Нижегородская область Новосибирская область                                    | 58,60 м [i]       |
| Метание молота                      | Татьяна Лысенко Московская область Ростовская область                                          | 73,26 м            | Оксана Кондратьева Москва                                                                                  | 69,87 м           | Мария Беспалова Санкт-Петербург Московская область                                                 | 68,23 м           |
| Метание копья                       | Марина Максимова [j] Москва Чувашия                                                            | 59,17 м [j]        | Оксана Громова [j] Московская область Москва                                                               | 55,76 м [j]       | Лада Чернова [j] Тверская область                                                                  | 54,82 м [j]       |
| Эстафета 4×100 м                    | Свердловская область [k] · Елена Миронова · Наталья Гриневич · Мария Серкова · Анна Бабичева   | 44,98 [k]          | Волгоградская область [k] · Екатерина Бутусова · Анна Кайгородова · Ольга Товарнова · Анастасия Соловьёва  | 45,00 [k]         | Пензенская область [k] · Юлия Дмитриева · Ольга Терёхина · Наталья Шишкова · Елена Аксёнова        | 45,58 [k]         |
| Эстафета 4×400 м                    | Свердловская область · Ксения Усталова · Анастасия Отт · Татьяна Вешкурова · Олеся Красномовец | 3.27,56            | Иркутская область [l] · Марина Коновалова · Валентина Карнаухова · Анастасия Кочержова · Виктория Шалыгина | 3.32,00 [l]       | Свердловская область [l] · Анна Ягупова · Полина Дериглазова · Анастасия Григорьева · Юлия Тутаева | 3.32,20 [l]       |

c  21 июня 2017 года Всероссийская федерация лёгкой атлетики объявила о дисквалификации бегуньи Анастасии Капачинской. В её допинг-пробе, взятой на Олимпийских играх 2008 года, был обнаружен дегидрохлорметилтестостерон. Все результаты спортсменки с 17 августа 2008 года были аннулированы, в том числе первое место в беге на 400 метров на чемпионате России 2011 года с результатом 49,35.
d  15 февраля 2013 года стало известно, что Антидопинговая комиссия Всероссийской федерации лёгкой атлетики дисквалифицировала на 2 года бегунью на 800 метров Юлию Русанову на основании отклонений показаний крови в её биологическом паспорте. В соответствии с правилами ИААФ все результаты спортсменки после 3 марта 2011 года были аннулированы, в том числе 2-е место на чемпионате России — 2011 в беге на 800 м с результатом 1.56,99.
Помимо этого, за аналогичное нарушение антидопингового законодательства 3 июля 2012 года была дисквалифицирована на 2 года Светлана Клюка. Её результаты, показанные на соревнованиях с 15 августа 2009 года, были аннулированы, в том числе и 4-е место на чемпионате России — 2011 в беге на 800 м с результатом 1.58,03. Таким образом, на бронзовую ступень пьедестала почёта переместилась Елена Кофанова, в самом забеге занявшая 5-е место.
10 февраля 2017 года Спортивный арбитражный суд принял решение о дисквалификации российской легкоатлетки Марии Савиновой. На основании показателей биологического паспорта был сделан вывод о применении спортсменкой допинга. Савинова была дисквалифицирована на четыре года, а её результаты после 26 июля 2010 года — аннулированы, в том числе первое место на чемпионате России — 2011 в беге на 800 метров с результатом 1.56,95.
e  3 февраля 2013 года Всероссийская федерация лёгкой атлетики сообщила о дисквалификации бегуньи на средние дистанции Олеси Сырьевой в связи с абнормальными показателями гематологического профиля её биологического паспорта. Решением Антидопинговой комиссии ВФЛА спортсменка была отстранена от выступления в соревнованиях в течение 2 лет, а все её результаты, показанные после 3 марта 2011 года — аннулированы, в том числе 3-е место на чемпионате России — 2011 в беге на 1500 м с результатом 4.02,73.
29 ноября 2016 года Спортивный арбитражный суд в Лозанне принял решение о дисквалификации российской бегуньи на средние дистанции Екатерина Шарминой (Мартыновой). Спортсменка была отстранена от соревнований на три года, а её результаты после 17 июня 2011 года — аннулированы, в том числе первое место на чемпионате России — 2011 в беге на 1500 метров с личным рекордом 4.01,68.
7 августа 2017 года Спортивный арбитражный суд в Лозанне дисквалифицировал на 4 года российскую бегунью на средние дистанции Наталью Евдокимову. На основании данных биологического паспорта был сделан вывод о применении спортсменкой допинга. Все её результаты с 17 августа 2009 года по 29 мая 2012 года были аннулированы, в том числе четвёртое место на чемпионате России — 2011 в беге на 1500 метров с результатом 4.03,33.
f  На основании абнормальных показателей гематологического профиля биологического паспорта спортсмена 25 октября 2013 года Антидопинговой комиссией ВФЛА была дисквалифицирована бегунья на длинные дистанции Елизавета Гречишникова, завоевавшая «золото» на чемпионате России — 2011 в беге на 5000 м с временем 15.02,38. Срок дисквалификации составил 2 года, результаты аннулированы с 18 августа 2009 года, таким образом, спортсменка лишена звания чемпионки России — 2011 на дистанции 5000 м.
g  30 января 2015 года Российское антидопинговое агентство сообщило о дисквалификации на 2,5 года бегуньи Юлии Зариповой. Причиной стали абнормальные показатели крови в биологическом паспорте спортсменки. Её результаты, показанные в промежутке с 20 июня по 20 августа 2011 года были аннулированы, в том числе 1-е место на чемпионате России — 2011 в беге на 3000 метров с препятствиями с результатом 9.23,82.
2 августа 2017 года Всероссийская федерация лёгкой атлетики сообщила о дисквалификации бегуньи Любови Харламовой. На основании данных биологического паспорта был сделан вывод о применении спортсменкой допинга. Её результаты с 27 июля 2010 года были аннулированы, в том числе третье место на чемпионате России 2011 года в беге на 3000 метров с препятствиями с результатом 9.29,39.
h  11 мая 2018 года Всероссийская федерация лёгкой атлетики сообщила о дисквалификации на 4 года прыгуньи в высоту Елены Слесаренко. После перепроверки её допинг-проб с Олимпийских игр 2008 года и чемпионата мира 2011 года в них был обнаружен запрещённый туринабол. Все выступления спортсменки с 23 августа 2008 года по 22 августа 2012 года были аннулированы, в том числе третье место на чемпионате России 2011 года с результатом 1,97 м.
i  14 декабря 2017 года ИААФ сообщила об аннулировании результатов российской метательницы диска Дарьи Пищальниковой. В связи с нарушением антидопинговых правил все выступления спортсменки с 1 мая 2011 года по 20 мая 2012 года были признаны недействительными, в том числе первое место на чемпионате России — 2011 с результатом 62,09 м.
j  5 сентября 2018 года Всероссийская федерация лёгкой атлетики сообщила о дисквалификации на 4 года метательницы копья Марии Абакумовой. После перепроверки её допинг-проб с Олимпийских игр 2008 года и чемпионата мира 2011 года в них был обнаружен запрещённый туринабол. Спортсменка отказалась от апелляции; все её выступления с 21 августа 2008 года по 20 августа 2012 года были аннулированы, в том числе первое место на чемпионате России 2011 года с результатом 66,05 м.
k  13 декабря 2011 года в информационном письме ИААФ была опубликована информация о положительной допинг-пробе Ольги Ортиной, взятой 24 июля 2011 года на национальном чемпионате. В организме спортсменки был найден запрещённый препарат оралтуринабол, в связи с чем она подверглась дисквалификации на 2 года. Кроме того, результат сборной Москвы в эстафете 4×100 м (Наталья Муринович, Александра Федорива, Ольга Ортина, Евгения Полякова) — 1-е место с результатом 44,20 — аннулирован в соответствии с п. 41.1 правил проведения соревнований ИААФ.
l  3 июля 2012 года на основании абнормальных показателей гематологического профиля биологического паспорта была дисквалифицирована на 2 года Светлана Клюка. Её результаты, показанные на соревнованиях с 15 августа 2009 года, были аннулированы, в том числе и 2-е место команды Москвы (Екатерина Вуколова, Татьяна Андрианова, Ирина Давыдова, Светлана Клюка) в эстафете 4×400 м на чемпионате России — 2011 с результатом 3.29,59.

## Зимний чемпионат России по длинным метаниям
Зимний чемпионат России по длинным метаниям прошёл 22—24 февраля 2011 года в Адлере на легкоатлетическом стадионе спортивного комплекса «Юность». В программе соревнований были представлены метание диска, метание молота и метание копья.

### Мужчины
| Дисциплина     | Золото                                               | Золото  | Серебро                                                   | Серебро | Бронза                                                 | Бронза  |
| -------------- | ---------------------------------------------------- | ------- | --------------------------------------------------------- | ------- | ------------------------------------------------------ | ------- |
| Метание диска  | Богдан Пищальников Мордовия Тверская область         | 61,85 м | Николай Седюк Нижегородская область Новосибирская область | 57,10 м | Глеб Сидорченко Московская область Ставропольский край | 55,97 м |
| Метание молота | Алексей Загорный Москва Ярославская область          | 79,24 м | Сергей Литвинов Мордовия                                  | 78,90 м | Кирилл Иконников Московская область Санкт-Петербург    | 77,07 м |
| Метание копья  | Игорь Сухомлинов Ставропольский край Санкт-Петербург | 78,03 м | Алексей Товарнов Краснодарский край Волгоградская область | 77,27 м | Александр Иванов Москва Санкт-Петербург                | 76,20 м |

### Женщины
| Дисциплина     | Золото                                                      | Золото      | Серебро                                             | Серебро     | Бронза                                    | Бронза      |
| -------------- | ----------------------------------------------------------- | ----------- | --------------------------------------------------- | ----------- | ----------------------------------------- | ----------- |
| Метание диска  | Олеся Короткова Нижегородская область Новосибирская область | 61,48 м     | Екатерина Строкова Москва Липецкая область          | 59,61 м     | Вера Ганеева Москва                       | 58,23 м     |
| Метание молота | Татьяна Лысенко Московская область Ростовская область       | 71,46 м     | Мария Беспалова Московская область Санкт-Петербург  | 69,39 м     | Александра Лущеко Москва Брянская область | 66,97 м     |
| Метание копья  | Марина Максимова [m] Москва Чувашия                         | 57,62 м [m] | Лада Чернова [m] Тверская область Самарская область | 57,40 м [m] | Оксана Громова [m] Московская область     | 55,08 м [m] |

m  5 сентября 2018 года Всероссийская федерация лёгкой атлетики сообщила о дисквалификации на 4 года метательницы копья Марии Абакумовой. После перепроверки её допинг-проб с Олимпийских игр 2008 года и чемпионата мира 2011 года в них был обнаружен запрещённый туринабол. Спортсменка отказалась от апелляции; все её выступления с 21 августа 2008 года по 20 августа 2012 года были аннулированы, в том числе первое место на зимнем чемпионате России по метаниям 2011 года с результатом 65,12 м.

## Зимний чемпионат России по спортивной ходьбе
Зимний чемпионат России по спортивной ходьбе прошёл 26—27 февраля 2011 года в Сочи на базе ФГУП «Юг-Спорт». Мужчины соревновались на дистанциях 20 км и 35 км, женщины — на 20 км. Трасса была проложена в черте города по улице Конституции. Главным итогом соревнований стало установление нового мирового рекорда у женщин в ходьбе на 20 км. В острой борьбе, с преимуществом над серебряным призёром всего в 1 с, новой рекордсменкой стала Вера Соколова — 1:25.08. Трасса была промерена официальным представителем ИААФ, на соревнованиях присутствовали три международных арбитра, поэтому рекорд был официально ратифицирован международной федерацией 26 июля 2011 года.

### Мужчины
| Дисциплина      | Золото                         | Золото      | Серебро                     | Серебро     | Бронза                                   | Бронза      |
| --------------- | ------------------------------ | ----------- | --------------------------- | ----------- | ---------------------------------------- | ----------- |
| Ходьба на 20 км | Андрей Кривов [n] Мордовия     | 1:20.16 [n] | Пётр Богатырёв [n] Мордовия | 1:20.18 [n] | Анатолий Кукушкин [n] Московская область | 1:21.19 [n] |
| Ходьба на 35 км | Денис Нижегородов [o] Мордовия | 2:27.08 [o] | Денис Стрелков [o] Мордовия | 2:27.52 [o] | Андрей Рузавин [o] Мордовия              | 2:28.17 [o] |

n  18 декабря 2012 года стало известно о санкциях к ходоку Сергею Морозову в связи с нарушением антидопингового законодательства. В биологическом паспорте спортсмена были зафиксированы отклонения показаний крови. На основании данного факта Антидопинговая комиссия Всероссийской федерации лёгкой атлетики приняла решение о пожизненной дисквалификации Сергея Морозова (поскольку данное нарушение уже второе в его карьере). Все его результаты после 25 февраля 2011 года аннулированы, в том числе 2-е место в ходьбе на 20 км на Зимнем чемпионате России по спортивной ходьбе — 2011 с результатом 1:20.08.
Спустя ещё 2 года, 20 января 2015 года, Российское антидопинговое агентство сообщило о дисквалификации 5 титулованных российских ходоков. Среди них оказался и Владимир Канайкин. В его крови в ходе проведенного анализа также были выявлены серьёзные отклонения показателей крови. На основании решения Дисциплинарного антидопингового комитета спортсмен был дисквалифицирован пожизненно (так как данное нарушение стало вторым в его карьере). Результаты Канайкина в период с 25 января по 25 марта 2011 года были аннулированы, в том числе 1-е место на Зимнем чемпионате России по спортивной ходьбе — 2011 на дистанции 20 км с результатом 1:19.14.
29 мая 2017 года Всероссийская федерация лёгкой атлетики дисквалифицировала на четыре года ходока Петра Трофимова на основании показателей биологического паспорта. Все выступления спортсмена с 13 августа 2009 года по 18 мая 2013 года были аннулированы, в том числе пятое место на зимнем чемпионате России по ходьбе — 2011 на дистанции 20 км с результатом 1:20.31.
o  31 августа 2013 года Всероссийская федерация лёгкой атлетики сообщила о пожизненной дисквалификации ходока Игоря Ерохина в связи с повторным нарушением спортсменом антидопингового законодательства. Такие санкции были применены на основании абнормальных показателей крови в биологическом паспорте спортсмена. Кроме того, Антидопинговая комиссия ВФЛА постановила аннулировать все его результаты, показанные после 25 февраля 2011 года, в том числе 1-е место в ходьбе на 35 км на Зимнем чемпионате России по спортивной ходьбе — 2011 с результатом 2:26.36.

### Женщины
| Дисциплина      | Золото                         | Золото  | Серебро                                   | Серебро     | Бронза                           | Бронза      |
| --------------- | ------------------------------ | ------- | ----------------------------------------- | ----------- | -------------------------------- | ----------- |
| Ходьба на 20 км | Вера Соколова Мордовия Чувашия | 1:25.08 | Татьяна Короткова [p] Костромская область | 1:28.38 [p] | Ирина Юманова [p] Москва Чувашия | 1:29.26 [p] |

p  25 января 2016 года Всероссийская федерация лёгкой атлетики дисквалифицировала на 2 года Анну Лукьянову. На основании показателей биологического паспорта был сделан вывод о применении спортсменкой допинга. Все её результаты с 19 июля 2010 года были аннулированы, в том числе третье место на зимнем чемпионате России по ходьбе 2011 года с результатом 1:27.49.

7 февраля 2019 года Всероссийская федерация лёгкой атлетики сообщила о дисквалификации на 3 года российской легкоатлетки Аниси Кирдяпкиной. Решение было принято Спортивным арбитражным судом на основании отклонений в биологическом паспорте спортсменки, которые указывали на применение допинга. Все результаты Кирдяпкиной с 25 февраля 2011 года по 11 октября 2013 года были аннулированы, в том числе второе место на зимнем чемпионате России — 2011 в ходьбе на 20 км с личным рекордом 1:25.09.

## Чемпионат России по горному бегу (вверх)
XII чемпионат России по горному бегу (вверх) состоялся 2 апреля 2011 года в Железноводске, Ставропольский край. Участники выявляли сильнейших на трассе, проложенной на склоне горы Бештау. На старт вышли 90 участников (65 мужчин и 25 женщин) из 30 регионов России. 35-летняя экс-чемпионка мира Светлана Съёмова в девятый раз в карьере выиграла национальный чемпионат.

### Мужчины
| Дисциплина                         | Золото                       | Золото | Серебро                                 | Серебро | Бронза                               | Бронза |
| ---------------------------------- | ---------------------------- | ------ | --------------------------------------- | ------- | ------------------------------------ | ------ |
| 6,55 км перепад высот: +729 м −7 м | Андрей Сафронов Башкортостан | 33.30  | Александр Болховитин Пензенская область | 34.38   | Алексей Пагнуев Свердловская область | 34.58  |

### Женщины
| Дисциплина                         | Золото                                 | Золото | Серебро                          | Серебро | Бронза                        | Бронза |
| ---------------------------------- | -------------------------------------- | ------ | -------------------------------- | ------- | ----------------------------- | ------ |
| 3,25 км перепад высот: +552 м −0 м | Светлана Съёмова Нижегородская область | 25.17  | Марина Иванова Самарская область | 25.19   | Жанна Вокуева Санкт-Петербург | 25.44  |

## Чемпионат России по кроссу (весна)
Весенний чемпионат России по кроссу состоялся 29 апреля 2011 года в городе Жуковский, Московская область. Было разыграно 4 комплекта наград. Мужчины соревновались на дистанциях 4 км и 8 км, женщины — 2 км и 6 км. Соревнования прошли в хорошую, солнечную погоду.

### Мужчины
| Дисциплина | Золото                                | Золото | Серебро                                  | Серебро | Бронза                                    | Бронза |
| ---------- | ------------------------------------- | ------ | ---------------------------------------- | ------- | ----------------------------------------- | ------ |
| Кросс 4 км | Александр Кривчонков Брянская область | 11.16  | Алексей Попов Воронежская область        | 11.20   | Олег Григорьев Москва Саратовская область | 11.23  |
| Кросс 8 км | Андрей Лейман Краснодарский край      | 23.51  | Виктор Саенко Москва Воронежская область | 23.54   | Иван Коняев Самарская область             | 23.55  |

### Женщины
| Дисциплина | Золото                                                | Золото | Серебро                                     | Серебро | Бронза                              | Бронза |
| ---------- | ----------------------------------------------------- | ------ | ------------------------------------------- | ------- | ----------------------------------- | ------ |
| Кросс 2 км | Елена Задорожная Московская область Иркутская область | 6.05   | Ирина Дмитриева Костромская область Чувашия | 6.13    | Анна Гаврюк Краснодарский край      | 6.13   |
| Кросс 6 км | Ирина Сергеева Курская область                        | 19.18  | Людмила Лебедева Марий Эл                   | 19.50   | Наталья Новичкова Самарская область | 19.52  |

## Чемпионат России по марафону
Чемпионат России по марафону состоялся 14 мая 2011 года в Москве. Трасса состояла из четырёх кругов по 10,5 км и была проложена по Москворецкой, Кремлёвской и Фрунзенской набережным. В соревнованиях, прошедших в ветреную и холодную погоду (+9 градусов), приняли участие 78 спортсменов.

### Мужчины
| Дисциплина | Золото                     | Золото  | Серебро                     | Серебро | Бронза                            | Бронза  |
| ---------- | -------------------------- | ------- | --------------------------- | ------- | --------------------------------- | ------- |
| Марафон    | Юрий Абрамов Москва Адыгея | 2:14.53 | Фёдор Шутов Удмуртия Москва | 2:15.46 | Всеволод Худяков Хабаровский край | 2:16.24 |

### Женщины
| Дисциплина | Золото                            | Золото  | Серебро                                 | Серебро | Бронза                              | Бронза  |
| ---------- | --------------------------------- | ------- | --------------------------------------- | ------- | ----------------------------------- | ------- |
| Марафон    | Любовь Моргунова Татарстан Москва | 2:30.27 | Валентина Галимова Москва Пермский край | 2:30.30 | Надежда Леонтьева Самарская область | 2:31.57 |

## Чемпионат России по горному бегу (вверх-вниз)
XIII чемпионат России по горному бегу (вверх-вниз) состоялся 14 мая 2011 года в селе Дебёсы, Удмуртия. Соревнования прошли на километровой трассе в местечке Карасмешка. На старт вышли 56 участников (35 мужчин и 21 женщина) из 14 регионов России.

### Мужчины
| Дисциплина                         | Золото                       | Золото | Серебро                       | Серебро | Бронза                | Бронза |
| ---------------------------------- | ---------------------------- | ------ | ----------------------------- | ------- | --------------------- | ------ |
| 12 км перепад высот: +924 м −924 м | Юрий Чечун Самарская область | 49.04  | Иван Коняев Самарская область | 49.17   | Иван Пелевин Удмуртия | 49.46  |

### Женщины
| Дисциплина                        | Золото                           | Золото | Серебро                             | Серебро | Бронза                   | Бронза |
| --------------------------------- | -------------------------------- | ------ | ----------------------------------- | ------- | ------------------------ | ------ |
| 8 км перепад высот: +616 м −616 м | Галина Егорова Самарская область | 38.07  | Виктория Захарова Самарская область | 40.27   | Ирина Коровкина Удмуртия | 40.59  |

## Чемпионат России по бегу на 100 км и суточному бегу
Чемпионат России по бегу на 100 километров и суточному бегу прошёл 14—15 мая на стадионе имени братьев Знаменских в Москве в рамках XX сверхмарафона «Сутки бегом». Изначально национальное первенство на дистанции 100 км было запланировано на 24 апреля в подмосковном Пущино, однако из-за организационных проблем было перенесено на середину мая. Все победители впервые в карьере стали чемпионами страны.

### Мужчины
| Дисциплина   | Золото                         | Золото    | Серебро                        | Серебро   | Бронза                         | Бронза    |
| ------------ | ------------------------------ | --------- | ------------------------------ | --------- | ------------------------------ | --------- |
| 100 км       | Василий Спиридонов Саха−Якутия | 7:14.53   | Игорь Тяжкороб Курская область | 7:31.25   | Ваграм Шикула Хабаровский край | 7:34.09   |
| Суточный бег | Семён Дедюкин Саха−Якутия      | 238 461 м | Андрей Земцов Москва           | 235 008 м | Андрей Бурнашёв Саха−Якутия    | 225 711 м |

### Женщины
| Дисциплина   | Золото                            | Золото    | Серебро                            | Серебро   | Бронза                               | Бронза    |
| ------------ | --------------------------------- | --------- | ---------------------------------- | --------- | ------------------------------------ | --------- |
| 100 км       | Мария Аксёнова Смоленская область | 8:10.31   | Надежда Шиханова Кировская область | 8:25.57   | Оксана Акименкова Московская область | 8:32.33   |
| Суточный бег | Татьяна Маслова Санкт-Петербург   | 201 292 м | Любовь Попова Саха−Якутия          | 196 861 м | Ирина Коваль Московская область      | 190 538 м |

## Чемпионат России по многоборьям
Чемпионат России в мужском десятиборье и женском семиборье был проведён 9—10 июня 2011 года в Чебоксарах. Соревнования прошли на Центральном стадионе «Олимпийский». Проведение турнира во второй день осложнялось дождливой погодой, из-за которой восьмой вид мужского десятиборья, прыжок с шестом, растянулся на несколько часов. Сами соревнования мужчин закончились поздно вечером.

### Мужчины
| Дисциплина  | Золото                                  | Золото    | Серебро                                  | Серебро    | Бронза                                     | Бронза    |
| ----------- | --------------------------------------- | --------- | ---------------------------------------- | ---------- | ------------------------------------------ | --------- |
| Десятиборье | Алексей Дроздов Москва Брянская область | 8334 очка | Василий Харламов Москва Брянская область | 8066 очков | Михаил Логвиненко Москва Иркутская область | 8004 очка |

### Женщины
| Дисциплина | Золото                                | Золото    | Серебро                        | Серебро    | Бронза                                    | Бронза     |
| ---------- | ------------------------------------- | --------- | ------------------------------ | ---------- | ----------------------------------------- | ---------- |
| Семиборье  | Ольга Курбан Москва Иркутская область | 6102 очка | Анна Богданова Санкт-Петербург | 5989 очков | Кристина Савицкая Санкт-Петербург Чувашия | 5989 очков |

## Чемпионат России по спортивной ходьбе
Чемпионат России по спортивной ходьбе 2011 года прошёл 11—12 июня в Саранске. Были разыграны 3 комплекта медалей на олимпийских дистанциях 20 км у мужчин и женщин и 50 км у мужчин. Трасса представляла собой 2-х километровый круг, проложенный по улице Ульянова. Соревнования являлись финальным этапом отбора в команду ходоков на чемпионат мира по лёгкой атлетике. Также турнир рассматривался как тестовый перед Кубком мира по спортивной ходьбе, который прошёл 12—13 мая 2012 года на той же трассе.

### Мужчины
| Дисциплина      | Золото                                                  | Золото      | Серебро                                | Серебро     | Бронза                        | Бронза      |
| --------------- | ------------------------------------------------------- | ----------- | -------------------------------------- | ----------- | ----------------------------- | ----------- |
| Ходьба на 20 км | Андрей Рузавин [q] Мордовия                             | 1:21.09 [q] | Пётр Богатырёв [q] Мордовия            | 1:21.26 [q] | Валерий Филипчук [q] Мордовия | 1:21.46 [q] |
| Ходьба на 50 км | Юрий Андронов [r] Челябинская область Самарская область | 3:42.25 [r] | Александр Яргунькин [r] Москва Чувашия | 3:59.22 [r] | Семён Ловкин [r] Удмуртия     | 4:01.13 [r] |

q  18 декабря 2012 года стало известно о санкциях к ходоку Сергею Морозову в связи с нарушением антидопингового законодательства. В биологическом паспорте спортсмена были зафиксированы отклонения показаний крови. На основании данного факта Антидопинговая комиссия Всероссийской федерации лёгкой атлетики приняла решение о пожизненной дисквалификации Сергея Морозова (поскольку данное нарушение уже второе в его карьере). Все его результаты после 25 февраля 2011 года аннулированы, в том числе 1-е место в ходьбе на 20 км на чемпионате России по спортивной ходьбе — 2011 с результатом 1:19.18.
7 августа 2017 года Спортивный арбитражный суд в Лозанне дисквалифицировал на 3 года российского ходока Андрея Кривова. На основании данных биологического паспорта был сделан вывод о применении спортсменом допинга. Все его результаты с 20 мая 2011 года по 6 июля 2013 года были аннулированы, в том числе второе место в ходьбе на 20 км на чемпионате России — 2011 с результатом 1:20.47.
29 мая 2017 года Всероссийская федерация лёгкой атлетики дисквалифицировала на четыре года ходока Петра Трофимова на основании показателей биологического паспорта. Все выступления спортсмена с 13 августа 2009 года по 18 мая 2013 года были аннулированы, в том числе четвёртое место на чемпионате России по ходьбе — 2011 на дистанции 20 км с результатом 1:21.40.
r  24 марта 2016 года Спортивный арбитражный суд в Лозанне удовлетворил апелляцию ИААФ по поводу решения национальной федерации о дисквалификации российского легкоатлета Сергея Бакулина. Вместо выборочного аннулирования отдельных результатов были признаны недействительными все выступления спортсмена с 25 февраля 2011 года по 24 декабря 2012 года, в том числе первое место на чемпионате России по ходьбе — 2011 на дистанции 50 км с результатом 3:38.46. Срок отстранения от соревнований (3 года и 2 месяца) остался неизменным.

### Женщины
| Дисциплина      | Золото                   | Золото  | Серебро                 | Серебро | Бронза                    | Бронза  |
| --------------- | ------------------------ | ------- | ----------------------- | ------- | ------------------------- | ------- |
| Ходьба на 20 км | Татьяна Минеева Мордовия | 1:28.09 | Нина Охотникова Чувашия | 1:28.41 | Татьяна Шемякина Мордовия | 1:28.55 |

## Чемпионат России по бегу на 10 000 метров
3 июля 2011 года в рамках 53-го международного легкоатлетического турнира «Мемориал братьев Знаменских» были определены победители и призёры чемпионата России в беге на 10 000 метров. Соревнования проходили в подмосковном городе Жуковский. Забег у мужчин был национальным, у женщин — международным. Победительница чемпионата России Елена Наговицына на дорожке стала третьей, уступив в рамках Мемориала двум эфиопским бегуньям — Суле Утура и Вуде Аялев.

### Мужчины
| Дисциплина | Золото                | Золото   | Серебро                             | Серебро  | Бронза                           | Бронза   |
| ---------- | --------------------- | -------- | ----------------------------------- | -------- | -------------------------------- | -------- |
| 10 000 м   | Сергей Рыбин Мордовия | 28.15,79 | Евгений Рыбаков Кемеровская область | 28.21,57 | Павел Шаповалов Хабаровский край | 28.25,46 |

### Женщины
| Дисциплина | Золото                    | Золото   | Серебро                                    | Серебро  | Бронза                 | Бронза   |
| ---------- | ------------------------- | -------- | ------------------------------------------ | -------- | ---------------------- | -------- |
| 10 000 м   | Елена Наговицына Удмуртия | 32.08,00 | Татьяна Петрова Московская область Чувашия | 32.18,88 | Наталья Попкова Москва | 32.21,17 |

## Чемпионат России по полумарафону
Чемпионат России по полумарафону состоялся 10 сентября 2011 года в городе Чебоксары в рамках III Чебоксарского полумарафона. Дистанция была проложена по набережной залива реки Волги.

### Мужчины
| Дисциплина  | Золото                    | Золото  | Серебро                             | Серебро | Бронза                                | Бронза  |
| ----------- | ------------------------- | ------- | ----------------------------------- | ------- | ------------------------------------- | ------- |
| Полумарафон | Глеб Шариков Башкортостан | 1:04.19 | Андрей Миняков Свердловская область | 1:05.05 | Евгений Пищалов Новосибирская область | 1:05.22 |

### Женщины
| Дисциплина  | Золото                                 | Золото  | Серебро                        | Серебро | Бронза                | Бронза  |
| ----------- | -------------------------------------- | ------- | ------------------------------ | ------- | --------------------- | ------- |
| Полумарафон | Алёна Самохвалова Оренбургская область | 1:13.19 | Галина Богомолова Башкортостан | 1:13.30 | Елена Соколова Москва | 1:14.34 |

## Чемпионат России по эстафетному бегу
Медали чемпионата России в неолимпийских дисциплинах эстафетного бега (шведские эстафеты 400+300+200+100 м и 800+400+200+100 м, 4×800 м, 4×1500 м, 4×110(100) м с барьерами) были разыграны на Центральном стадионе города Сочи 16—18 сентября 2011 года. На турнире было побито два рекорда России: сборная Новосибирской области в шведской эстафете 800+400+200+100 м у женщин показала результат 3.32,29, а Липецкая область в эстафете 400+300+200+100 м у мужчин — 1.51,87. Ещё два рекорда России были впоследствии аннулированы из-за положительных допинг-проб отдельных участников команд Красноярского края в женской эстафете 4×100 м с барьерами и Курской области в женской шведской эстафете 800+400+200+100 м.

### Мужчины
| Дисциплина                   | Золото                                                                                            | Золото   | Серебро                                                                                                | Серебро  | Бронза                                                                                         | Бронза   |
| ---------------------------- | ------------------------------------------------------------------------------------------------- | -------- | --- | -------- | ---------------------------------------------------------------------------------------------- | -------- |
| Эстафета 400+300+200+100 м   | Липецкая область · Никита Углов · Евгений Хохлов · Александр Непомнящий · Александр Олейник       | 1.51,87  | Новосибирская область · Максим Александренко · Вячеслав Сакаев · Малхаз Алахвердов · Алексей Михальцов | 1.52,78  | Краснодарский край · Кирилл Рыжов · Сергей Водолага · Александр Волков · Дмитрий Лопин         | 1.54,33  |
| Эстафета 800+400+200+100 м   | Новосибирская область · Иван Тухтачёв · Алексей Погорелов · Малхаз Алахвердов · Алексей Михальцов | 3.10,77  | Нижегородская область · Александр Абрамов · Олег Мишуков · Сергей Подуздов · Максим Огородников        | 3.13,04  | Краснодарский край · Александр Заворотинский · Александр Волков · Дмитрий Лопин · Сергей Жилко | 3.13,85  |
| Эстафета 4×800 м             | Новосибирская область · Александр Кудинов · Владимир Саломатников · Евгений Евсюков · Ян Мауль    | 7.31,41  | Санкт-Петербург · Тимофей Петров · Артур Бурцев · Александр Сторожев · Алексей Харитонов               | 7.31,72  | Курская область · Александр Струнин · Игорь Клюев · Павел Меринков · Александр Дубровин        | 7.32,99  |
| Эстафета 4×1500 м            | Воронежская область · Евгений Гладких · Андрей Стрижаков · Сергей Попов · Алексей Попов           | 15.26,24 | Башкортостан · Данил Стрельников · Азамат Казбулатов · Иван Теняков · Алексей Митюков                  | 15.33,03 | Санкт-Петербург · Алексей Харитонов · Артур Бурцев · Тимофей Петров · Денис Васильев           | 15.36,28 |
| Эстафета 4×110 м с барьерами | Москва · Евгений Миллин · Антон Васильев · Никита Воронов · Филипп Шабанов                        | 1.00,43  | Санкт-Петербург · Иван Бызин · Андрей Боев · Виктор Романов · Максим Соколов                           | 1.00,88  | Волгоградская область · Тарас Лемко · Денис Чиненов · Омар Дёмкин · Евгений Саранцев           | 1.02,33  |

### Женщины
| Дисциплина                   | Золото                                                                                               | Золото      | Серебро                                                                                                 | Серебро      | Бронза                                                                                          | Бронза       |
| ---------------------------- | --- | ----------- | --- | ------------ | ----------------------------------------------------------------------------------------------- | ------------ |
| Эстафета 400+300+200+100 м   | Новосибирская область · Марина Карнаущенко · Анастасия Фролова · Елена Кобелева · Анна Сафронова     | 2.07,43     | Нижегородская область · Мария Журавлёва · Анна Соловьёва · Анна Климина · Татьяна Блаженова             | 2.10,47      | Санкт-Петербург · Анна Орешкина · Надежда Алексеева · Ольга Белкина · Екатерина Рыбочёнок       | 2.11,40      |
| Эстафета 800+400+200+100 м   | Новосибирская область [s] · Елена Кобелева · Марина Карнаущенко · Анастасия Фролова · Анна Сафронова | 3.32,29 [s] | Ярославская область [s] · Марина Поспелова · Светлана Лебедева · Анастасия Виноградова · Диана Соколова | 3.35,78 [s]  | Нижегородская область [s] · Мария Журавлёва · Анна Соловьёва · Анна Климина · Татьяна Блаженова | 3.36,20 [s]  |
| Эстафета 4×800 м             | Санкт-Петербург · Анна Верховская · Наталья Прохорова · Полина Донцова · Дарья Ячменёва              | 8.36,06     | Новосибирская область · Екатерина Казанцева · Юлия Куликова · Ирина Жирнова · Екатерина Рогозина        | 8.38,68      | Башкортостан · Юлия Васильева · Наталья Данилова · Анна Соловарёва · Татьяна Сибряева           | 8.39,01      |
| Эстафета 4×1500 м            | Башкортостан · Анна Соловарёва · Татьяна Сибряева · Юлия Васильева · Ляйсан Абдуллина                | 17.37,51    | Новосибирская область [s] · Мария Киселёва · Елена Седова · Ольга Глок · Римма Антипина                 | 18.00,47 [s] | Краснодарский край [s] · Кристина Левченко · Анастасия Великая · Ольга Деревьева · Анна Гаврюк  | 18.09,02 [s] |
| Эстафета 4×100 м с барьерами | Санкт-Петербург [t] · Виктория Гаппова · Ирина Решёткина · Мария Аглицкая · Екатерина Галицкая       | 57,28 [t]   | Татарстан [t] · Екатерина Лапшина · Гузель Абдуллина · Ианта Черепанова · Людмила Артамонова            | 58,21 [t]    | Москва [t] · Яна Ермакова · Евгения Дудкина · Евгения Ковалёва · Татьяна Филатова               | 58,67 [t]    |

s  15 февраля 2013 года стало известно, что Антидопинговая комиссия Всероссийской федерации лёгкой атлетики дисквалифицировала на 2 года бегунью на 800 метров Юлию Русанову на основании отклонений показаний крови в её биологическом паспорте. Все результаты спортсменки после 3 марта 2011 года были аннулированы. Согласно п. 41.1 правил проведения соревнований ИААФ, если спортсмен совершил нарушение антидопингового правила в составе команды по эстафетному бегу, то эта команда будет автоматически дисквалифицирована в данном виде соревнований. Таким образом, 1-е место женской сборной Курской области (Юлия Русанова, Екатерина Купина, Ирина Шеховцова, Ольга Царепова) в эстафете 800+400+200+100 м с рекордом России (3.32,14) было аннулировано. Та же участь постигла результат сборной Курской области (Елена Петрова, Екатерина Купина, Кристина Халеева, Юлия Русанова) в эстафете 4×1500 м (2-е место, 17.43,92).
t  7 октября 2011 года стало известно, что допинг-проба барьеристки Вероники Ильиной, взятая на чемпионате России по эстафетному бегу — 2011, дала положительный результат на дегидрохлорометилтестостерон. 27 декабря 2011 года на основании данного факта Антидопинговая комиссия ВФЛА дисквалифицировала спортсменку на 2 года. Результат, показанный командой Красноярского края (Екатерина Блёскина, Кристина Савицкая, Оксана Пикмулова, Вероника Ильина) в эстафете 4×100 м с барьерами — 1-е место с рекордом России 56,22 — был аннулирован в соответствии с правилами ИААФ.

## Чемпионат России по кроссу (осень)
Осенний чемпионат России по кроссу прошёл в Оренбурге 1—2 октября 2011 года. Мужчины определили сильнейшего на дистанции 10 км, женщины — 6 км. Соревнования, сопровождавшиеся хорошей погодой, являлись отборочными к чемпионату Европы по кроссу, прошедшему в словенском Веленье.

### Мужчины
| Дисциплина  | Золото                       | Золото | Серебро                      | Серебро | Бронза                              | Бронза |
| ----------- | ---------------------------- | ------ | ---------------------------- | ------- | ----------------------------------- | ------ |
| Кросс 10 км | Юрий Чечун Самарская область | 32.10  | Андрей Сафронов Башкортостан | 32.20   | Вячеслав Шаламов Краснодарский край | 32.29  |

### Женщины
| Дисциплина | Золото                      | Золото | Серебро                   | Серебро | Бронза                          | Бронза |
| ---------- | --------------------------- | ------ | ------------------------- | ------- | ------------------------------- | ------ |
| Кросс 6 км | Екатерина Шляхова Татарстан | 21.43  | Ирина Пермитина Татарстан | 21.46   | Наталья Власова Приморский край | 21.48  |

## Чемпионат России по горному бегу (длинная дистанция)
Чемпионат России по длинному горному бегу состоялся 23 октября 2011 года в Красной Поляне, Краснодарский край. На старт вышли 52 участника (31 мужчина и 21 женщина) из 18 регионов России.

### Мужчины
| Дисциплина                             | Золото                            | Золото  | Серебро                 | Серебро | Бронза                | Бронза  |
| -------------------------------------- | --------------------------------- | ------- | ----------------------- | ------- | --------------------- | ------- |
| 30,1 км перепад высот: +1311 м −1311 м | Андрей Сергеев Смоленская область | 2:00.02 | Ренат Кашапов Татарстан | 2:01.42 | Иван Пелевин Удмуртия | 2:03.59 |

### Женщины
| Дисциплина                             | Золото                                 | Золото  | Серебро                            | Серебро | Бронза                 | Бронза  |
| -------------------------------------- | -------------------------------------- | ------- | ---------------------------------- | ------- | ---------------------- | ------- |
| 30,1 км перепад высот: +1311 м −1311 м | Светлана Съёмова Нижегородская область | 2:16.05 | Олеся Шуклина Свердловская область | 2:19.08 | Елена Марсова Марий Эл | 2:20.51 |

## Состав сборной России для участия в чемпионате мира
По итогам чемпионата России и с учётом выполнения необходимых нормативов, в состав сборной для участия в чемпионате мира по лёгкой атлетике в Тэгу вошли 83 атлета:
Мужчины
400 м: Павел Тренихин.

Эстафета 4х400 м: Павел Тренихин, Денис Алексеев, Константин Свечкарь, Юрий Трамбовецкий, Максим Дылдин.

800 м: Юрий Борзаковский.

Марафон: Алексей Соколов (ст.), Алексей Соколов (мл.).

3000 м с препятствиями: Андрей Фарносов.

110 м с барьерами: Сергей Шубенков — отобрался по итогам чемпионата Европы среди молодёжи.

400 м с барьерами: Александр Деревягин.

Прыжок в высоту: Ярослав Рыбаков — имел специальное приглашение ИААФ как действующий чемпион мира, Алексей Дмитрик, Александр Шустов, Иван Ухов.

Прыжок с шестом: Евгений Лукьяненко, Дмитрий Стародубцев.

Прыжок в длину: Александр Меньков — отобрался по итогам чемпионата Европы среди молодёжи.

Тройной прыжок: Алексей Фёдоров.

Толкание ядра: Максим Сидоров.

Метание молота: Кирилл Иконников, Сергей Литвинов.

Метание копья: Сергей Макаров, Александр Иванов, Дмитрий Тарабин.

Десятиборье: Алексей Дроздов.

Ходьба 20 км: Валерий Борчин — имел специальное приглашение ИААФ как действующий чемпион мира, Станислав Емельянов, Владимир Канайкин, Сергей Морозов.

Ходьба 50 км: Сергей Кирдяпкин — имел специальное приглашение ИААФ как действующий чемпион мира, Денис Нижегородов, Сергей Бакулин, Игорь Ерохин.
Женщины
100 м: Александра Федорива.

200 м: Елизавета Савлинис, Юлия Гущина.

Эстафета 4х100 м: Юлия Гущина, Елизавета Савлинис, Александра Федорива, Юлия Кацура, Наталья Русакова.

400 м: Анастасия Капачинская, Антонина Кривошапка.

Эстафета 4х400 м: Анастасия Капачинская, Антонина Кривошапка, Ксения Вдовина, Ксения Задорина, Людмила Литвинова, Татьяна Фирова.

800 м: Мария Савинова, Юлия Русанова, Екатерина Костецкая.

1500 м: Екатерина Мартынова, Олеся Сырьева, Наталья Евдокимова.

5000 м: Елизавета Гречишникова, Елена Задорожная.

Марафон: Маргарита Плаксина.

3000 м с препятствиями: Юлия Зарипова, Людмила Кузьмина, Любовь Харламова.

100 м с барьерами: Татьяна Дектярёва.

400 м с барьерами: Наталья Антюх, Елена Чуракова.

Прыжок в высоту: Анна Чичерова, Светлана Школина, Елена Слесаренко.

Прыжок с шестом: Елена Исинбаева — имела освобождение от отбора, Светлана Феофанова.

Прыжок в длину: Дарья Клишина — отобралась по итогам чемпионата Европы среди молодёжи, Ольга Зайцева, Ольга Кучеренко.

Тройной прыжок: Алсу Муртазина, Анна Куропаткина.

Толкание ядра: Евгения Колодко, Анна Авдеева, Анна Омарова.

Метание диска: Дарья Пищальникова.

Метание молота: Татьяна Лысенко.

Метание копья: Мария Абакумова.

Семиборье: Татьяна Чернова — имела освобождение от отбора, Анна Богданова.

Ходьба 20 км: Ольга Каниськина — имела специальное приглашение ИААФ как действующая чемпионка мира, Вера Соколова, Анися Кирдяпкина, Татьяна Минеева.